# Aquavolon
Az Aquavolon a Rhizaria a Cercozoa, Endomyxa és Rhizaria kládoktól független Aquavolonida csoportja Aquavolonidae kládjának 2018-ban elnevezett, de már 2009-ben környezeti DNS-ből észlelt típusnemzetsége.:828 Közeli rokona a Lapot gusevi.

## Történet
Bár már 2009-ben is ismertek voltak környezeti csoportjai, csak 2018-ban fedezték fel David Bass  et al. Adl  et al. 2019-es rendszertanában az Aquavolonida egyetlen nemzetségeként szerepelt, bár Irwin  et al. már 2018-ban felfedezték testvérkládját, a Lapot gusevit. Cavalier-Smith, Chao és Lewis 2018-ban az alapján, hogy kétostorú, nem amőboid, siklásra és úszásra egyaránt alkalmas klád, a Cercozoába sorolta, és e részben felszínhez kapcsolódó fenotípust a Cercozoa vagy az egész Rhizaria lehetséges közös ősi jellemzőjének tekintette.
Irwin  et al. 2018-ban a Cercozoa tagjaként sorolták be az Aquavolonidát, ahová e nemzetség is tartozik, Adl  et al. 2019-es és 2025-ös rendszertanában ezzel szemben a Rhizariának közvetlenül alárendelt klád.

## Genetika
A Lapot gusevihez hasonlóan 2 szomszédos szubsztitúciója van a 25. hélix 3° tövének nem kötő részében: az YG helyén AU szerepel. Ezenkívül a 11. hélixben két kettős szubsztitúció (UA→GC, GC→C(U)G(A)), a 48. hélixben egy AT→C(T)G(A) szubsztitúció található.

## Filogenetika
Adl  et al. 2019-es rendszertana szerint az Aquavolonida a Tremulida lehetséges testvérkládja, ez és Irwin  et al. 2018-as tanulmánya alapján pedig az Aquavolon a Lapot közeli rokona:
| Aquavolon | \| \| Aquavolon hoantrani \| \| \| \| \| \| Aquavolon dientrani \| \| \| \| |
|           | \| \| Aquavolon hoantrani \| \| \| \| \| \| Aquavolon dientrani \| \| \| \| |
| Lapot     | Lapot gusevi                                                                |
|           | Lapot gusevi                                                                |
|           | Aquavolon hoantrani                                                         |
|           |                                                                             |
|           | Aquavolon dientrani                                                         |
|           |                                                                             |

|  | Aquavolon hoantrani |
|  |                     |
|  | Aquavolon dientrani |
|  |                     |

| Aquavolon | \| \| Aquavolon hoantrani \| \| \| \| \| \| Aquavolon dientrani \| \| \| \| |
|           | \| \| Aquavolon hoantrani \| \| \| \| \| \| Aquavolon dientrani \| \| \| \| |
| Lapot     | Lapot gusevi                                                                |
|           | Lapot gusevi                                                                |
|           | Aquavolon hoantrani                                                         |
|           |                                                                             |
|           | Aquavolon dientrani                                                         |
|           |                                                                             |

|  | Aquavolon hoantrani |
|  |                     |
|  | Aquavolon dientrani |
|  |                     |

Újabb rendszertanok szerint külön kládot alkothat az Aquavolonida a Tremulidától.
Az Aquavolon az Aquavolonida B kládjához tartozik.

## Morfológia
2 sima szubapikális ostora eltérő mozgású, kinetoszómái egymásra merőlegesek, és legalább 1 fonál kapcsolja őket. Hátulsó kinetoszómája hosszú (>1 μm). Kissé rugalmas, nem lapos, középső laterális pontján bemélyedés található. Egyetlen kontraktilis vakuóluma és sejtmagja elöl van, ezenkívül több mitokondrium található csőszerű cristákkal. Gyorsan úszik, alkalmanként siklik. Mindig hossztengelye mentén forog.
Csekély metabóliával rendelkezik.

## Életmód
Eukariótákat eszik. Talajban és édesvízi planktonban él, továbbá az A. dientrani ismert ingólápokban is, ott 3 különböző mikrobiotópban is észlelték. Tengerben 2022-ig nem ismert.